# Dissen am Teutoburger Wald
Dissen am Teutoburger Wald è un comune di 10 369 abitanti, della Bassa Sassonia, in Germania.
Appartiene al circondario (Landkreis) di Osnabrück (targa OS).